# Palacole
Palacole (alternativt Palakol) är en stad i den indiska delstaten Andhra Pradesh, och tillhör distriktet West Godavari. Folkmängden uppgick till 61 284 invånare vid folkräkningen 2011, med förorter 81 199 invånare.